# Eleição municipal de Alvorada (Rio Grande do Sul) em 2020
A eleição municipal da cidade de Alvorada em 2020 ocorrerá no dia 15 de novembro e elegerá um prefeito, um vice-prefeito e dezessete membros da câmara de vereadores para a administração da cidade. Os mandatos dos candidatos eleitos neste pleito durarão entre 1 de janeiro de 2021 e 31 de dezembro de 2024.
Originalmente, as eleições ocorreriam em 4 de outubro (primeiro turno), porém, com o agravamento da pandemia de COVID-19 no Brasil, as datas foram modificadas.

## Contexto político e pandemia
As eleições municipais de 2020 estão sendo marcadas, antes mesmo de iniciada a campanha oficial, pela pandemia de COVID-19 no Brasil, o que está fazendo com que os partidos remodelem suas estratégias de pré-campanha. O Tribunal Superior Eleitoral (TSE) autorizou os partidos a realizarem as convenções para escolha de candidatos aos escrutínios por meio de plataformas digitais de transmissão, para evitar aglomerações que possam proliferar o coronavírus. Alguns partidos recorreram a mídias digitais para lançar suas pré-candidaturas. Além disso, a partir deste pleito, será colocada em prática a Emenda Constitucional 97/2017, que proíbe a celebração de coligações partidárias para as eleições legislativas, o que pode gerar um inchaço de candidatos ao legislativo.

## Candidaturas à prefeitura
O prazo final para registro de candidaturas no Tribunal Superior Eleitoral (TSE) é 26 de setembro.

### Candidaturas registradas no TSE
Abaixo está a lista das candidaturas registradas no sistema do TSE.
| Candidato(a) a prefeito | Candidato(a) a prefeito | Candidato(a) a prefeito         | Candidato(a) a vice-prefeito | Candidato(a) a vice-prefeito | Número eleitoral | Coligação                                           |
| Nome                    | Partido                 | Último cargo eletivo            | Nome                         | Partido                      | Número eleitoral | Coligação                                           |
| ----------------------- | ----------------------- | ------------------------------- | ---------------------------- | ---------------------------- | ---------------- | --------------------------------------------------- |
| Douglas Martello        | DEM                     |                                 | Irmã Sara                    | Republicanos                 | 25               | Alvorada um novo rumo - DEM - Republicanos - Avante |
| Stela                   | PT                      | Deputada estadual (2016 - 2019) | Tiano Caduri                 | PDT                          | 13               | Unidade trabalhista e popular - PT - PDT - PCdoB    |

- Atualizado até 10h19min, sábado, 22 de março de 2025 (UTC)

## Candidaturas a vereança
Conforme dados informados pelos partidos ao TSE.
| Partido      | Número de candidaturas |
| ------------ | ---------------------- |
| Avante       | 3                      |
| DEM          | 26                     |
| PDT          | 23                     |
| PSD          | 26                     |
| PT           | 26                     |
| Republicanos | 23                     |
| Total        | 127                    |

- Atualizado até 10h19min, sábado, 22 de março de 2025 (UTC)